# Tadeusz Filipek
Tadeusz Filipek (ur. 10 grudnia 1957 w Puławach, zm. 3 października 2010 w Hyltebruk w Szwecji) – polski malarz i grafik działający w Polsce i w Szwecji.

## Działalność artystyczna
Uczęszczał do Liceum Plastycznego w Nałęczowie. W roku 1981 wyjechał do Szwecji, gdzie osiadł na stałe. Studiował w Wyższej Szkole Sztuk Plastycznych w Östra Grevie. Terminował w pracowni Benkta Engquista, a także Brigera Hammarstada.
Filipek zajmował się malarstwem sztalugowym, rysunkiem, grafiką oraz grafiką użytkową. Ilustrował książki dla dzieci. Nie brakowało w jego dorobku prac „portretowo-rodzajowych”, a także abstrakcji. Jednakże najczęściej eksploatowanym tematem było ludzkie ciało, przedstawiane w dość realistyczny sposób (niekiedy z nawiązaniem do form renesansowych), często jednak jakby “zawieszone w powietrzu”, w nie dookreślonej przestrzeni.
Postacie umieszczane są na gęstym, jednolitym lub składającym się z rozlewających się plam tle. Nie ma tu perspektywy i horyzontu, jakiegokolwiek kadrowania. Kompozycja budowana jest w kierunku wewnętrznej dynamiki obrazu. Dynamizm ów osiągany jest, z jednej strony, dzięki odpowiednim zestawieniom koloru i faktury, a z drugiej dzięki skontrastowaniu form klasycznych z elementami zdecydowanie nowoczesnymi, co wyzwala silny ładunek emocjonalny. Emocje budzi też samo przedstawienie ludzkich postaci. Niekiedy są to ciała młode, zdrowe, umięśnione; częściej – widmowe i blade. Prawie zawsze jednak otoczone aurą okaleczenia, zaniku, uwięzienia, nawet śmierci. Często pojawia się motyw klatki, w której zamknięta jest naga ludzka postać. Często także ciała przedstawiane są bez głów, jako same korpusy.
Jego prace uznać można za ciekawe studia cielesności. Filipek opowiada o przemijalności siły i o istnieniu skrajnie wycieńczonym nadto zaś pozostającym w uwięzieniu. Odprawia treny żałobne nad losem człowieka (J. Jaremowicz w katalogu z wystawy w galerii Bellotto).
Mówiąc o swojej twórczości Filipek podkreślał, że... Dzisiaj, gdy wiele różnych kierunków sztuki egzystuje niezależnie obok siebie, powstała paradoksalna sytuacja braku jednej, wiarygodnej koncepcji sztuki. Gdzie wszystko może być sztuką lub takowa w ogóle nie istnieje. Moją definicją sztuki – podkreśla Filipek – jest działanie, w którym można postawić znak równości między możliwościami warsztatowymi a zamierzeniami intelektualnymi, zakładając, że jest to sposób reakcji na otaczający nas świat.

## Wystawy
- 1978: Pałac Małachowskich, Nałęczów
- 1980: BWA, Puławy
- 1984: Galleri ARK, Sztokholm; LSOF, Malmö; Camaks, Vedaa
- 1987: Lunda Biennalen 3, Lund
- 1988: Galleri Fönstret, Malmö
- 1989: KST Łaźnia, Radom
- 1990: Galeria Łazorek, Kazimierz Dolny; Konstgalleri, Vadstena
- 1991: Galeria Nowy Świat, Warszawa; Galleri Fönstret, Malmö
- 1993: Galeria Letnia, Kazimierz Dolny; KST Łaźnia, Radom; Dom Chemika, Puławy
- 1994: Höstsalongen & Kulturnatten, Lund; Hostsaongen, Lund
- 1995: Focus Gallery, Toronto
- 1997: Muzeum Archidiecezji, Warszawa
- 1998: Gerilla Art, Malmö
- 1999: Liljevalchs Vårsalong, Sztokholm; Galleri Benjaminsgarden, Lund
- 2000: Stockholm Art Fair, Sztokholm
- 2001: Galeria Bellotto, Warszawa
- 2002: Galleri Tio, Lund; Active Biotech, Lund; Lautrec, Warszawa; Galeria Bellotto, Warszawa
- 2003: Stockholm Art Fair, Sztokholm; Galeria Izdebska-Łazorek, Kazimierz Dolny
- 2004: STS, Sopot
- 2005: Galleri Svenshög, Lund
- 2006: Dom Restauracyjny Sarzyńskich, Kazimierz Dolny, Galeria 31, Łódź
- 2007: Galeria Marquardt, Łódź; Galeria Jackiewicz, Gdańsk